# Baltasar de Barahona

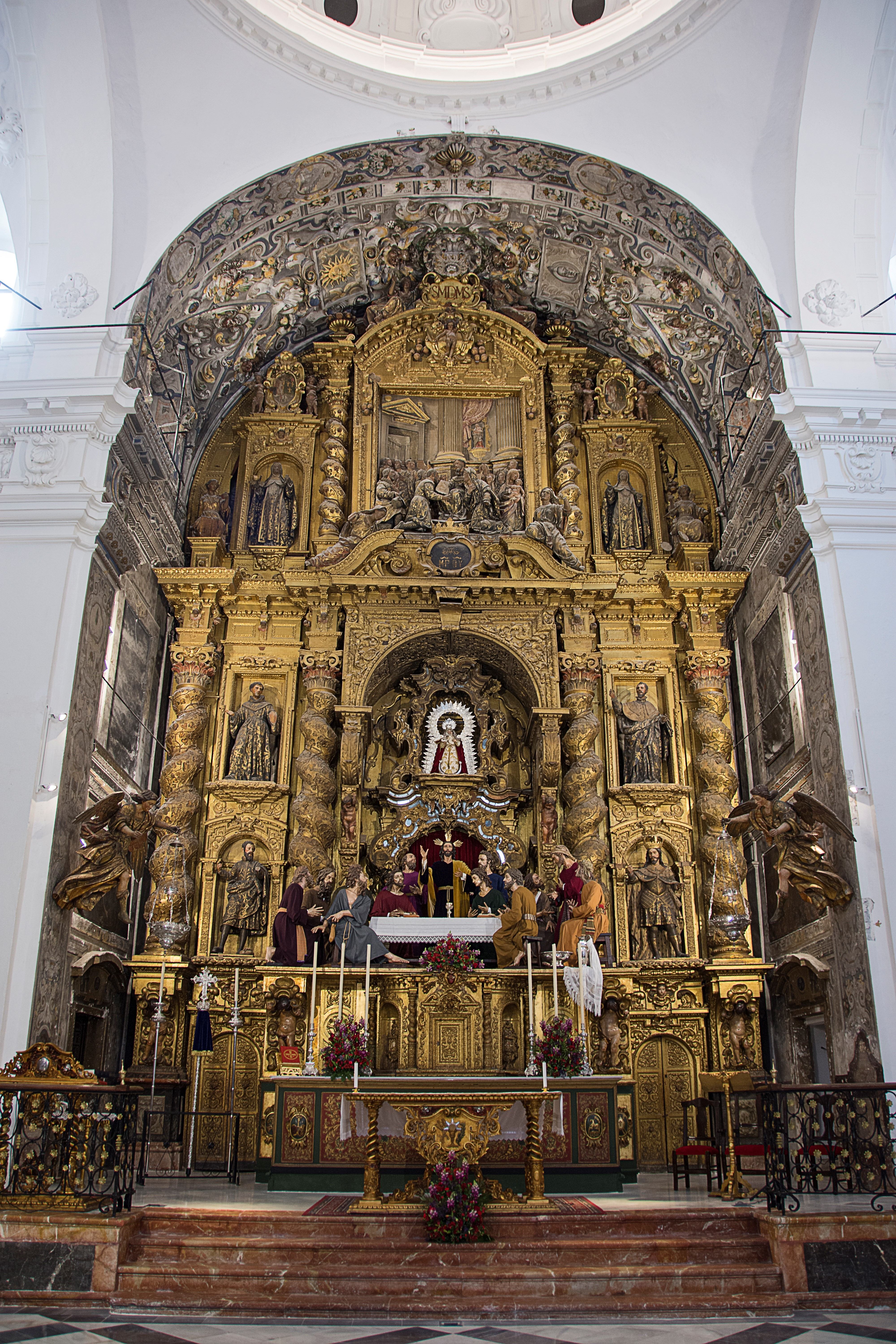
Retablo mayor de la Iglesia del Convento de los Terceros Franciscanos. Sevilla. El retablo fue realizado por Francisco Dionisio de Ribas en 1675 pero en el 1700 consta que Baltasar de Barahona llevó a cabo una restauración de todo el conjunto.

Baltasar de Barahona (Sevilla, 1658-ibídem, 1747) fue un retablista español del Barroco.

## Biografía
Era el tercero de los hijos de Fernando de Barahona, retablista, y María de Ribera. Nació en la casa que sus padres tenían en el compás del Monasterio de San Clemente. Fue bautizado en la Iglesia de San Lorenzo el 28 de julio de 1658.
El 22 de septiembre de 1683 se casó con Teodora de la Cuesta, con quien tuvo los siguientes hijos: Fernando (1686), Juan José Nicolás (1688), Josefa María Teresa (1691), Alonso José (1694), Rosalía Juana María (1697), José Francisco (1699) y Eulalia Leonarda (1702). De todos ellos, solo Alonso José se dedicó a la misma labor que su padre, pero falleció en 1733.
En 1688 consta que renovó el alquiler de una vivienda perteneciente al Monasterio de San Clemente y situada, al igual que la vivienda de su padre, en el compás del citado cenobio.
En 1709 enviudó y se casó en segundas nupcias con Josefa Petronila de Ortuño en 1714.

## Obra
- 1693. Retablo para la Cofradía de Nuestra Señora del Monte Carmelo del Convento de la Purísima Concepción. Utrera.[5]
- 1694. Retablo mayor de la Capilla de Nuestra Señora de la Estrella y San Roque. Sevilla. Realizado junto con su hermano Francisco de Barahona. Desaparecido.[6]
- 1694-1729. Retablo mayor de la Iglesia de la Magdalena. Sevilla. Lo comenzó junto con su hermano Francisco de Barahona, pero lo terminó él solo. Desaparecido.[7]
- 1695. Paso, Cristo, apóstoles y ángel para la Cofradía de la Oración en el Huerto de Utrera.[7]
- 1700. Restauración del retablo mayor realizado por Francisco Dionisio de Ribas en 1675 para la Iglesia del Convento de los Terceros Franciscanos. Sevilla.[8]
- 1700. Retablo para la Iglesia del Convento de San Antonio de Padua. Desaparecido.[9]
- 1707. Retablo mayor de la Iglesia del Convento de la Trinidad. Sevilla. Desaparecido por la invasión francesa del siglo XIX.[10]
- Retablo de San Eligio para la Iglesia de la Casa Grande de San Francisco. Sevilla. Desaparecido.[10]